# Jerkoff Material
Jerkoff Material ist eine US-Pornofilmreihe des Regisseurs Mike John und des Produktionsstudios Jules Jordan Video. Bis zum Jahr 2014 wurden 11 Teile der Serie gedreht. 2010 wurde die Serie mit dem AVN Award als Best Gonzo Series ausgezeichnet. Die Serie ist im Gonzo-Stil und beinhaltet auch einige Anal-Sex-Szenen.
Bekannte Darstellerinnen wie zum Beispiel Claire Dames, Kristina Rose, Aurora Snow und Gracie Glam spielten in den Filmen mit.

## Darsteller
- Jerkoff Material 1 (2008): Chayse Evans, Claire Dames, Kristina Rose, Naomi Cruise, Rane Revere, Rucca Page, Virginia Want
- Jerkoff Material 2 (2009): Cassandra Calogera, Charlotte Vale, Emma Heart, Jessica Bangkok, Oklahoma, RayVeness
- Jerkoff Material 3 (2009): Aiden Starr, Aurora Snow, Avy Scott, Evie Delatosso, Katie St. Ives, Rachel Love
- Jerkoff Material 4 (2009): Carolyn Reese, Claire Robbins, Delila Darling, Jessica Moore, Sierra Skye, Vanessa Leon, Piper Brady
- Jerkoff Material 5 (2010): Baby Cakes, Gracie Glam, Jessie Volt, London Keys, Lou Charmelle, Sara Stone
- Jerkoff Material 6 (2011): Alanah Rae, Jennifer White, Jynx Maze, Lily Labeau, Mia Rider
- Jerkoff Material 7 (2011): Adriana Luna, Jada Stevens, Marie McCray, Sasha Sweet
- Jerkoff Material 8 (2012): Jessica Moore, Liv Aguilera, Monica Rise, Tessa Lane, Tiffany Doll
- Jerkoff Material 9 (2012): Ashli Orion, Chichi Medina, Juelz Ventura, Marika Hase, Veruca James
- Jerkoff Material 10 (2014): Alana Rains, Jenna Ivory, Kitty Bella, Missy Monroe, Violet Monroe, Zoey Monroe
- Jerkoff Material 11 (2014): Ava Dalush, Candice Dare, Emma Snow, Maddy O’Reilly, Sheena Ryder

## Auszeichnungen
- 2010: AVN Award – Best Gonzo Series[1]